# ديفيد دالاس
ديفيد دالاس (بالإنجليزية: David Dallas)‏ هو مغني نيوزيلندي، ولد في 28 أغسطس 1982.

## وصلات خارجية
- الموقع الرسمي
- ديفيد دالاس على موقع ميوزك برينز (الإنجليزية)
- ديفيد دالاس على موقع ميوزك برينز (الإنجليزية)
- ديفيد دالاس على موقع أول ميوزيك (الإنجليزية)
- ديفيد دالاس على موقع ديسكوغز (الإنجليزية)
- ديفيد دالاس على موقع ديسكوغز (الإنجليزية)
- ديفيد دالاس على موقع قاعدة بيانات الفيلم (الإنجليزية)